# Мертенс, Фридрих Адольф
Фридрих Адольф Мертенс (нем. Friedrich Adolf Mehrtens; 22 апреля 1840, Нойенкирхен, Ганновер — 31 мая 1899, Гамбург) — немецкий хоровой дирижёр и композитор.
Первоначально работал школьным учителем, затем в 1861—1862 гг. учился в Лейпцигской консерватории. После этого обосновался в Гамбурге, выступал как пианист, преподавал (среди его учеников Альфред Зорман). В 1872 году основал хор Баховского общества (нем. Bachgesellschaft), которым руководил до конца жизни; как отмечал Герман Генс, важнейшей заслугой Мертенса и его хора было знакомство гамбургской публики с крупными хоровыми сочинениями Ференца Листа.
Написал симфонию ми бемоль мажор, Te Deum, ряд других хоровых и оркестровых сочинений, большинство из которых остались неизданными.